# هشام الصالح
هشام عبد الصمد محمد حسين الصالح (24 أكتوبر 1975 -)؛ نائب سابق في مجلس الأمة الكويتي

## سيرته
هشام الصالح حاصل على الدكتوراه في القانون الدستوري، وعمل مُستشارًا لرئيس مجلس الأمة، ومُستشارًا في المؤسسة العامة للتأمينات الاجتماعية – وهو عضو هيئة التدريس في كلية القانون – وعضو جمعية المحامين، ترشح لأول مرة لانتخابات مجلس الأمة الكويتي مجلس 2016 وخسر الانتخابات، كما ترشح لانتخابات مجلس الأمة الكويتي عام 2019 تكميلي وخسر الانتخابات أيضًا، بينما فاز في انتخابات مجلس الأمة الكويتي 2020 عن الدائرة الثالثة وحصل على 3,345 صوت وجاء في المركز الرابع كما انه رشح نفسه في انتخابات مجلس الأمه 2022 عن الدائرة الثالثة وخسر.

## السيرة العلمية
- أستاذ في القانون الدستوري والإداري في كلية القانون الكويتية العالمية.
- مستشار قانوني في مكتب رئيس مجلس الأمة سابقًا.
- مستشار قانوني في مؤسسة التأمينات الاجتماعية سابقًا.
- عضو هيئة تدريس منتدب في كلية الدراسات التجارية.
- محام لدى المحكمة الدستورية والتمييز.
- شارك في الإشراف على عدد من رسائل الماجستير والدكتوراه.
- شارك في العديد من الندوات وورش العمل محلياً، اقليميًا ودوليًا.
- لديه العديد من المؤلفات والأبحاث منشورة في مجلات قانونية معتمدة ومحكمة.

## مؤلفاته
- الدفاع الشرعي في ضوء الفقه والقضاء الكويتي.
- حل مجلس الأمة في الكويت - دراسة تطبيقيه مقارنه - في القيود والآثار.

## أبرز المواقف في مجلس الأمة

### مجلس الأمة 2020
أصدر مركز اتجاهات للدراسات والبحوث تقريرًا حول أداء هشام الصالح في مجلس الأمة 2020 ووصفته بأنهُ مؤيدًا للقرارات الحكومية، ولم يُقدم أي استجواب، ولم يوقع أي طلب طرح ثقة.
| استجواب الوزير حمد جابر العلي (يناير 2022)              | ضد الاستجواب |
| استجواب الوزير أحمد ناصر الصباح (فبراير 2022)           | ضد الاستجواب |
| استجواب الوزير علي حسين الموسى (مارس 2022)              | ضد الاستجواب |
| رفع الحصانة عن النائب شعيب المويزري في شكوى رئيس المجلس | موافق        |
| رفع الحصانة عن النائب محمد المطير                       | موافق        |
| رفع الحصانة عن النائب ثامر السويط                       | موافق        |
| رفع الحصانة عن النائب خالد مؤنس العتيبي                 | موافق        |